# Broängarnas naturreservat
Broängarnas naturreservat ligger vid Brofjärden söder om tätorten Bro i Upplands-Bro kommun, Stockholms län. Naturreservatet bildades år 2004 och omfattar en areal om 250 hektar, därav öppet vatten 175 hektar. Reservatsförvaltare är kommunen och Bro Hof Slott står för skötseln. Genom området sträcker sig en del av Upplands-Broleden.

## Bilder

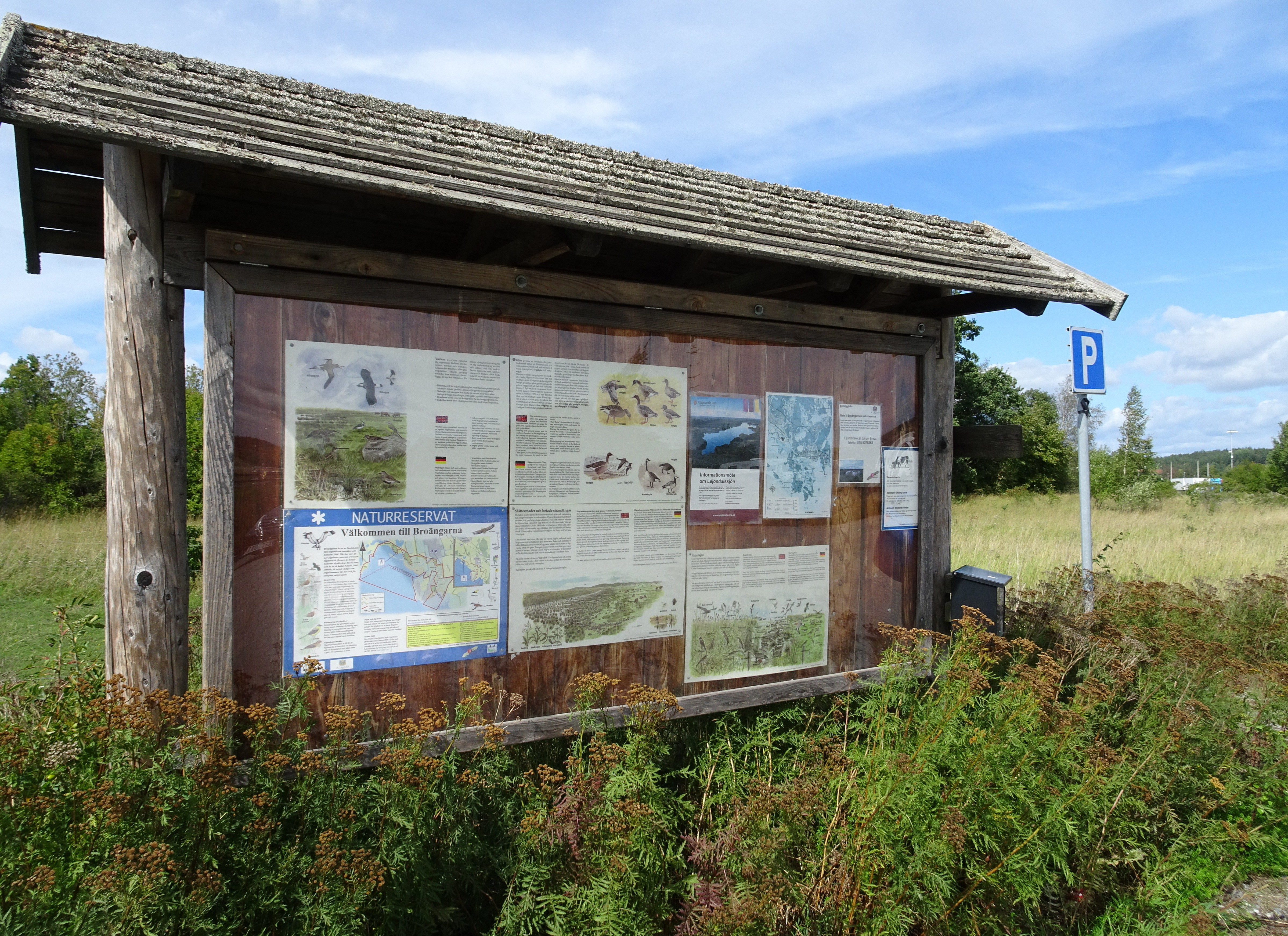
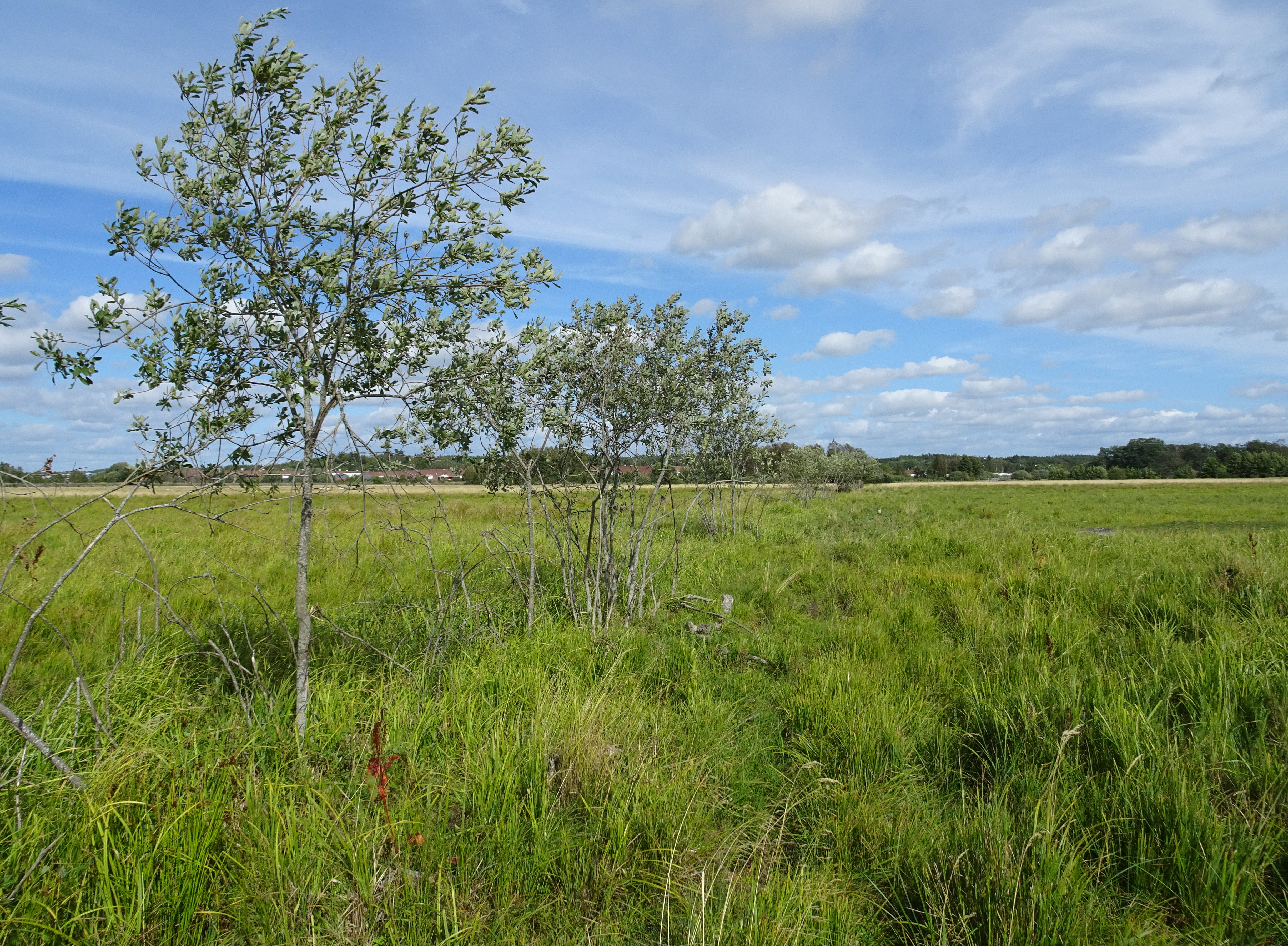
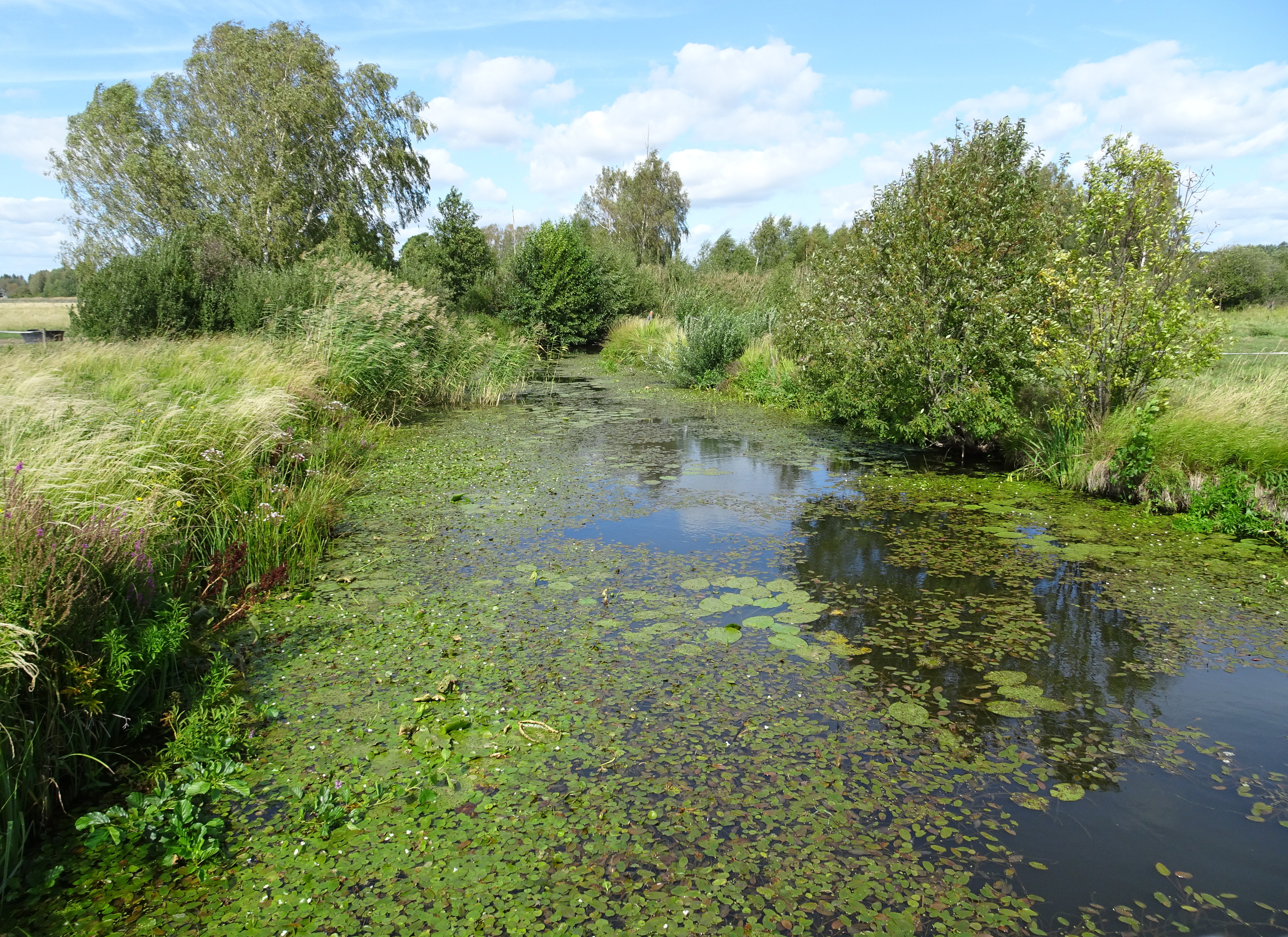
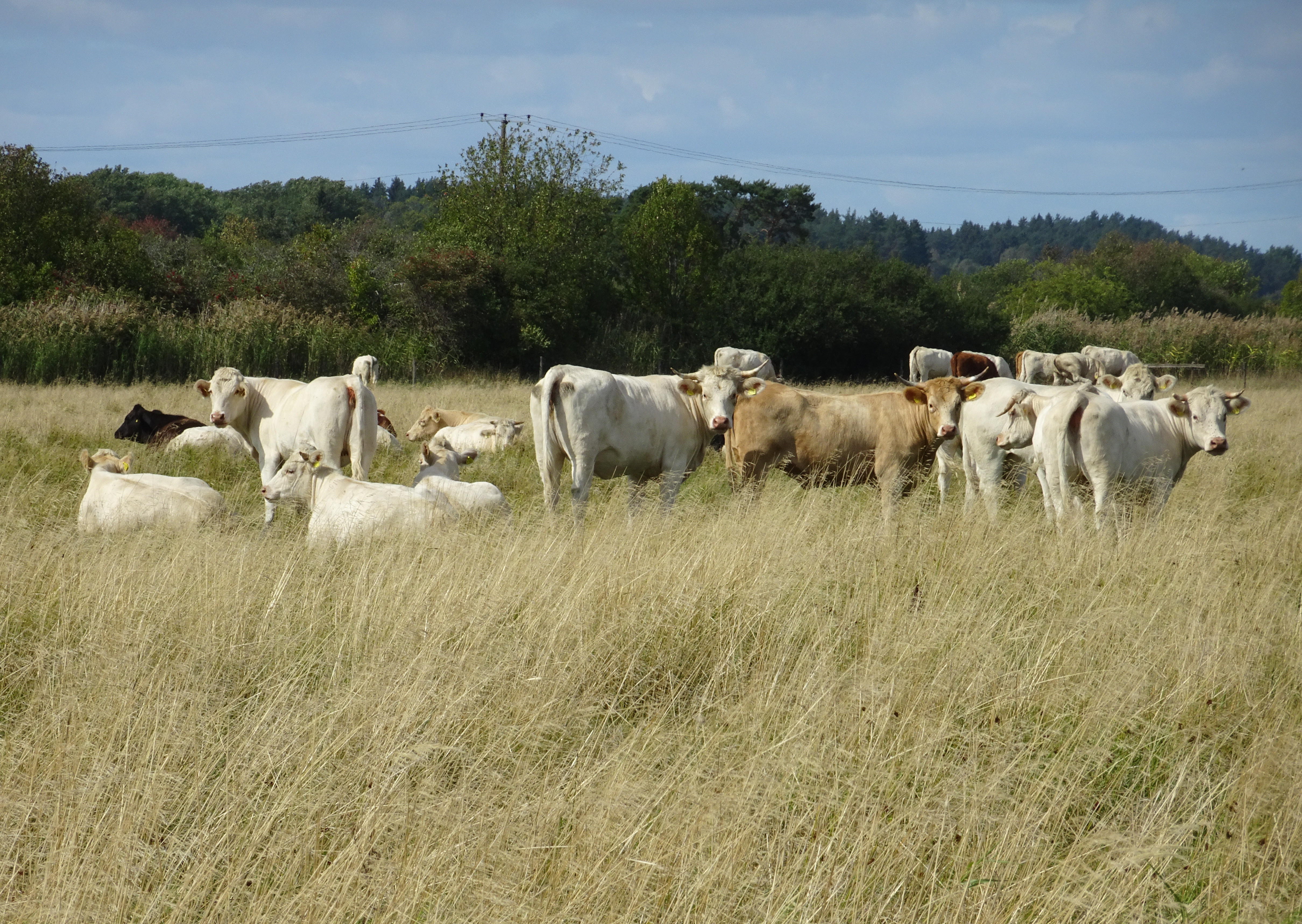

## Beskrivning
Broängarnas naturreservat delas av halvön Ängsholmen i en större västra del och en mindre östra del. Reservatet består av vasskantade strandängar, hagmarker och Brovikens vidsträckta mjukbottnar. Här finns ett av Stockholms mest fågelrika fågelskyddsområden där omkring 230 olika arter har registrerats. Av dessa häckar cirka 80 arter regelbundet. Under sommartid betas strandängarna av nötkreatur. Genom området sträcker sig en grävd kanal som anlades för brandsläckningsändamål för närbelägna Coops centrallager. I norra kanten finns parkeringsplats, naturstig, grillplats och ett fågeltorn. Syftet med reservatet är att skydda det rika fågellivet och sällsynta vattenväxter. Reservatet ingår i EU-nätverket Natura 2000.